# أندريه ديفيد
أندريه ديفيد (بالإنجليزية: Andre David)‏ هو لاعب كرة قاعدة أمريكي، ولد في 18 مايو 1958 في هوليوود في الولايات المتحدة.

## وصلات خارجية
- أندريه ديفيد على موقعبيزبول رفرنس.كوم (الدوري الرئيسي) (الإنجليزية)
- أندريه ديفيد على موقعبيزبول رفرنس.كوم (الدوري الثانوي) (الإنجليزية)
- أندريه ديفيد على موقع مشجعي الرسوم البيانية (الإنجليزية)